# مرزة مونتاغو

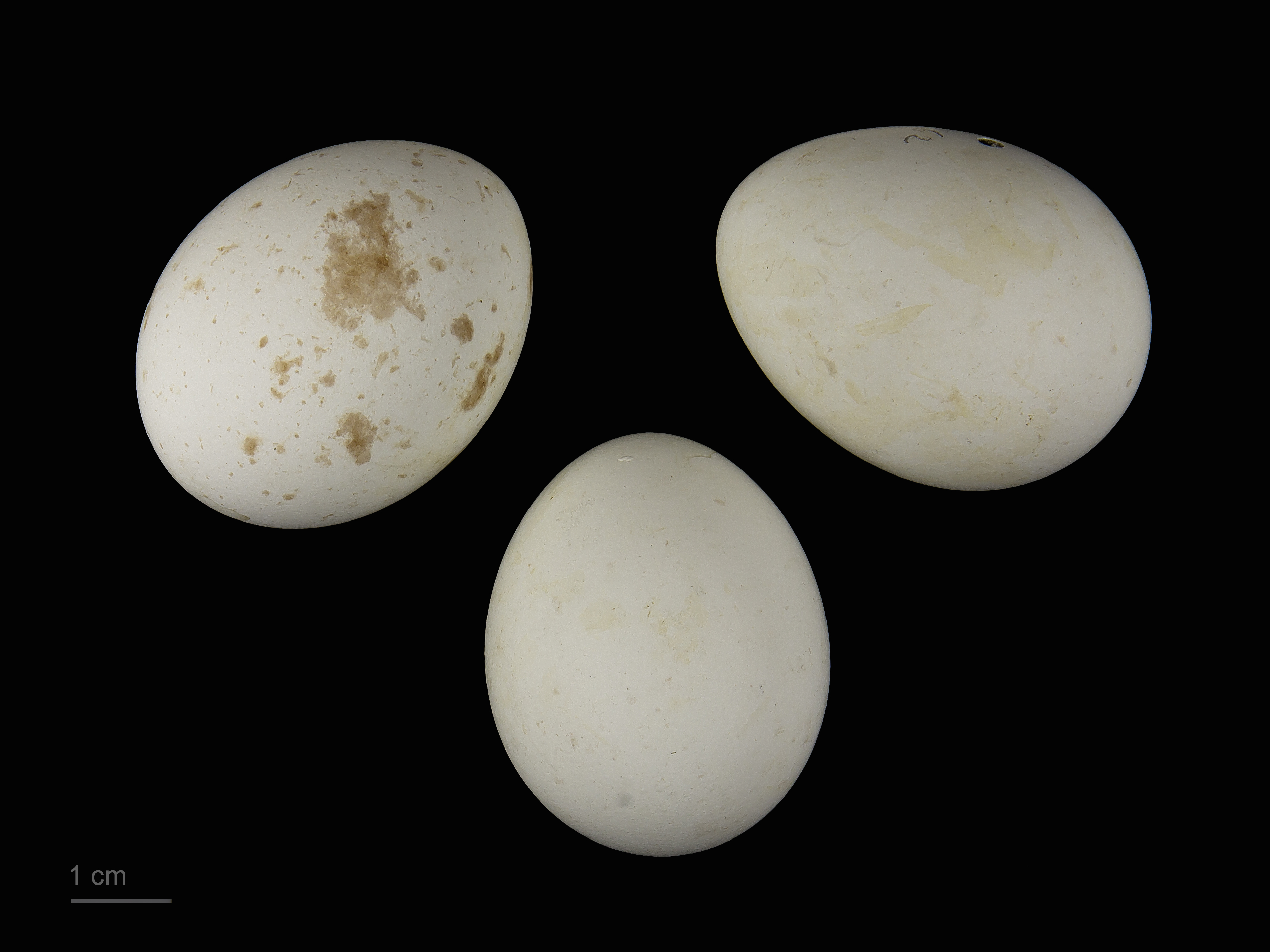
Circus pygargus

مرزة مونتاگو (الاسم العلمي: Circus pygargus) هو طائر جارح من الطيور المهاجرة.

## الوصف
- أبو شودة هو من الجوارح الرقيقة والصغيرة، وهو ما يعطيها صورة ظلية وعلى ضوء أنيقة.وهناك ازدواج الشكل الجنسي في ريشه بين الذكر والأنثى. فالذكر هو الذي لون ريشه رمادي وقوائمه صفراء،أما جناحه فيفصله خط حتى نهاية الجناح بالأسود. أما بالنسبة لريش الأنثى هو بني، أما الجانب السفلي فهو بني داكن اللون، والردف هو أبيض اللون.ولة منقار لونه رمادي.

### القياسات
- يصل طول أبو شودة إلى حوالي 43-50 سم، أما عرض الأجنحة فيصل إلى 39-50 سم،والذكر يزن بين 225-300 غرام بينما الإناث فيصل وزنها إلى 300-450 غ.

## الغذاء
- يتغذى على الثدييات الصغيرة (فئران الحقل) والطيور الصغيرة (الحجل) وبيضها، السحالي والحشرات (أهمها الجناذب والجراد).

## مناطق تواجدها
- تتواجد في جميع أنحاء أوروبا، وتزور مناطق مختلفة كالجزائر والمغرب وتونس والهند ووسط وجنوب شرق أفريقيا. تبني أعشاشها عادة في البيئات الطبيعة كالمروج ومناطق الرعي التي لاتتجاوز طول نباتاتها 2 إلى 3 متر أو أماكن تواجد المحاصيل والحبوب.
- تضع بيوضها عادة في الجزائر بالقرب من الحدود الشمالية للمغرب خاصة ببلدية المقطع وبوزجار ومنجوب.